# Jansenisten-Einband
Jansenisten-Einbände  sind schmucklose, nach der strengen calvinistischen Richtung der Jansenisten benannte, durch die Strenge ihrer Gestaltung gekennzeichnete Bucheinbände, die in der 2. Hälfte des 17. Jahrhunderts in Frankreich neben den reichgeschmückten Bucheinbänden aufkamen.
Dem Lexikon Buch – Bibliothek – Neue Medien zufolge sind es

„schmucklose, allenfalls mit einer einfachen Kante, einem Wappen oder kleinen Eckmotiven, aber technisch umso besser gearbeitete Einbände.“

Der Webseite der Revue française d'histoire du livre („Französische Zeitschrift für Buchgeschichte“) zufolge wird ein Einband als „jansenistisch“ (janséniste) bezeichnet,

„wenn er ohne jegliche Verzierung (filets dorés, fleurons usw.) ist, was auf die Strenge verweist, die den Jansenismus kennzeichnete. Dies bedeutet jedoch nicht, dass diese Art des Einbindens die einfachste ist: Im Gegenteil, bei einem so reinen Einband sind Mängel leichter zu erkennen als bei einem bunten Einband, der täuschen könnte.“

Unter den Pariser Buchbindern des 19. Jahrhunderts hatte sich insbesondere Niédrée „durch den sogenannten Jansenisten-Einband (in dunkelm Chagrin, mit Goldschnitt, ohne alle weitere Verzierung)“ einen Namen erworben, „der sich durch die höchste Einfachheit und doch zugleich auch durch Eleganz auszeichnet.“
Es wird unterschieden zwischen rouge janséniste, bleu janséniste, maroquin janséniste usw.